# Versiering (muziek)

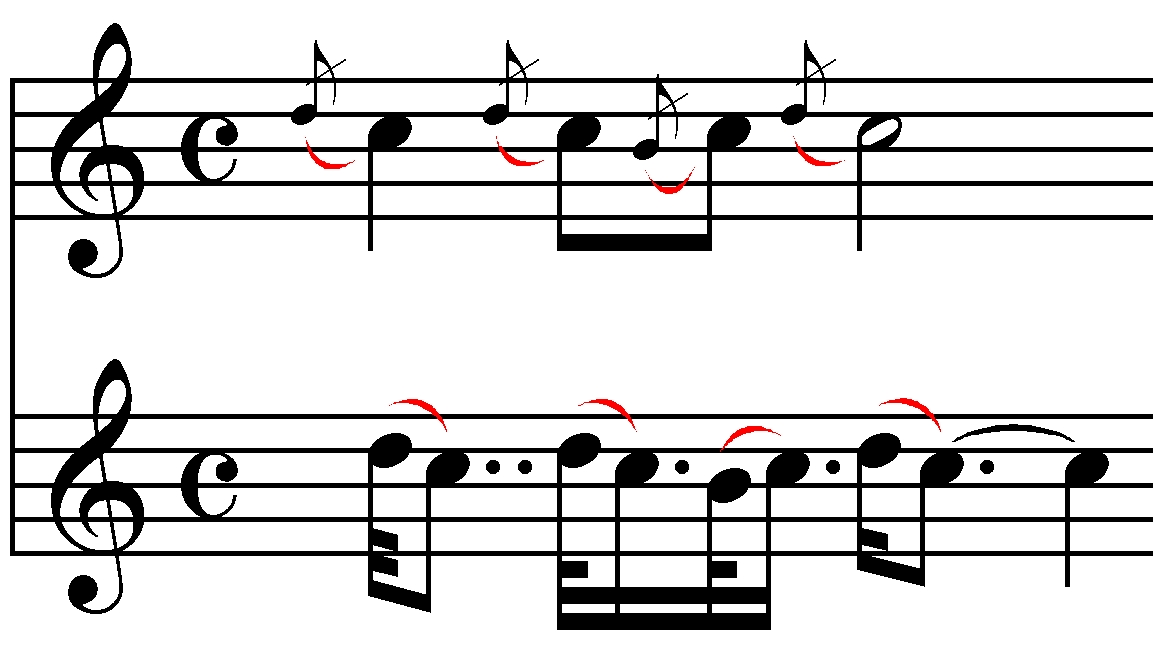
Een muziekstuk met diverse versieringen.

Een versiering in de muziek heeft tot doel een toon, groepje tonen of een harmonie van specifieke ornamenten te voorzien. 

## Historische context
Ornamentatie heeft in de volksmuziek altijd bestaan, maar we zien het in de verhandelingen pas terug in de jaren 30 van de 16e eeuw. Daar begint het met diminutie, wat inhoudt dat lange gezongen lettergrepen worden ingekort ('diminished') en de ruimte die ontstaat wordt opgevuld met kleine notenwaarden. Vaak werd muziek basaal genoteerd, en werd het aan de smaak van de uitvoerende overgelaten in welke mate en op welke manier de ruimte tussen de basisnoten werd opgevuld. Overmatig gebruik werd door muziektheoretici als Zarlino maar ook componisten als Josquin niet gewaardeerd en sommige componisten schreven in het voorwoord van hun publicaties dan ook dat de uitvoerenden werden verzocht alleen de noten te spelen en zingen die er daadwerkelijk stonden. De versieringen werden meer en meer uitgeschreven, om te voorkomen dat zangers zich te buiten zouden gaan aan een overmaat aan ornamentatie. In de jaren 90 van de 16e eeuw ontstaat er naast deze vorm van ornamentatie die veel ruimte in beslag kan nemen ook een behoefte aan ornamentatie in een kleinere ruimte. Dynamische effecten, tremolo's en trillers ontstaan. 
Bachs zoon Carl Philipp Emanuel Bach schreef als in zijn methode Versuch über die wahre Art das Klavier zu spielen (1753 - 1762) een uitgebreide versieringentabel (afkomstig van zijn grootvader Johann Ambrosius Bach) met uitleg over hoe in die tijd gangbare versieringen gespeeld konden worden. Ook François Couperin besteedde in zijn boek L'art de toucher le Clavecin (Parijs, 1717) aandacht aan versieringen.
Gedurende het classicisme en in de romantiek werden versieringen dikwijls anders bedoeld en uitgevoerd dan in de barokke periode. Vooral de voorslagen die in de barok doorgaans abstraherend werden uitgevoerd (dus 'op de tel') werden in latere tijden vaak tot korte voorslagen die anticiperend werden gespeeld (dus 'voor de tel'). Ook trillerfiguren werden nogal eens divers uitgevoerd: zo kon men zowel met de hoofdnoot als met de bovensecunde een triller beginnen. De uitvoeringspraktijk kent hieromtrent niet echt vast omlijnde regels, en het wordt meest aan de smaak en aan het stijlgevoel van de uitvoerder overgelaten hoe gespeeld dient te worden.
In barokke muziek was het verder gebruikelijk om niet alle versieringen te noteren. In de praktijk van de basso continuo werd vaak slechts de becijferde baslijn genoteerd en het invullen van de harmonie en melodie werd aan de clavecinist overgelaten, die dan ook al improviserende vele versieringen kon toepassen.
In de tijd van Bach werd het steeds gebruikelijker (Bach zelf was er een meester in) om de versieringen gedetailleerder uit te schrijven in de bladmuziek.

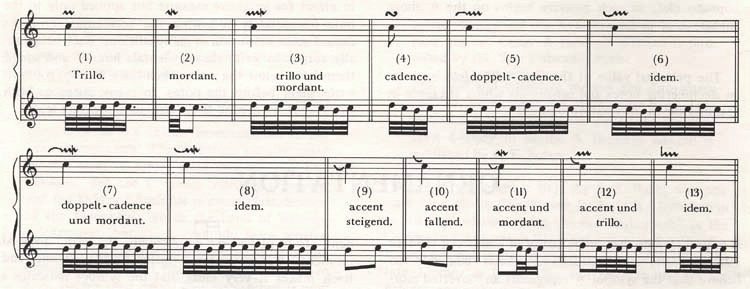
Tabel met versieringen zoals J.S. Bach die in het Klavierbüchlein für Wilhelm Friedemann Bach noteerde.

## Versieringstekens
Versieringen worden enerzijds middels versieringstekens genoteerd in de partituur, door middel van symbolen die in muzieknotatie bij noten geschreven worden om aan te geven hoe de noot gespeeld dient te worden:
- triller
- pralltriller of (lange) praller
- mordent
- dubbelslag
- voorslag
- naslag
- arpeggio
- schleifer

Ook een aantal articulatietekens (die eigenlijk niet tot de versieringen gerekend worden) beïnvloedt de manier van spelen.
- staccato-teken
- staccatissimo-teken
- marcato-teken
- tenuto-teken

## Uitgeschreven versieringen
Anderzijds bestaan er ook verschillende soorten in noten uitgeschreven muziekversieringen in de muziek zelf. De belangrijkste zijn:

### Wisseltonen
Een wisseltoon neemt (tijdelijk) de plaats in van de hoofdnoot. De wisseltoon is meest 'dissonant' in de harmonie, en heeft vaak een leidtoon-functie naar een akkoordeigen toon toe. Er worden 3 soorten onderscheiden:
1. Gewoon
De hoofdnoot wordt gevolgd door een secunde erboven of onder op een licht maatdeel en wordt weer gevolgd door de hoofdnoot, dit kan meerstemmig optreden, en kan chromatisch zijn. Een triller, pralltriller of mordent is opgebouwd uit hoofdtoon en gewone wisseltoon (de wisseltoon is de bovensecunde of ondersecunde ten opzichte van de hoofdtoon).
Voorbeeld: 'a-g#-a'; de 'g#' is de gewone wisseltoon.
2. Inspringend
De hoofdnoot wordt pas bereikt na een sprong en wordt voorafgegaan door een secunde erboven of onder op een licht maatdeel, dit treedt in tegenbeweging op.
Voorbeeld: 'e-a-g'; de 'a' is de inspringende wisseltoon, de stijgende sprong 'e-a' wordt gevolgd door de dalende secunde 'a-g' in tegenbeweging.
3. Afspringend
De hoofdnoot wordt op licht maatdeel gevolgd door een wisseltoon, echter niet de hoofdtoon volgt, maar een oplossende sprong naar een akkoordtoon.
Voorbeeld: 'c-b-e'; de 'b' is wisseltoon, welke afspringt naar de 'e'.

### Doorgangstonen
De doorgaande tonen versieren (verbinden) twee akkoordeigen tonen. 
- Voorbeeld: in de drieklank van C majeur komen de 'c' en de 'e' voor. Wanneer een stukje melodie op de harmonie van C majeur wordt geplaatst, bestaande uit de tonen 'c-d-e' is 'd' de doorgaande versieringstoon.

### Voorhoudingen
De voorhouding is een toon die de harmonische spanning verhoogt door in een opeenvolging van twee akkoorden 'van twee walletjes te eten'. Voorhoudingen komen in principe in 3 soorten voor:
1. Voorbereid
Bij een opeenvolging van twee akkoorden blijft één toon uit het eerste akkoord liggen, terwijl het tweede akkoord reeds inzet. De voorhouding lost trapsgewijs op in een akkoordtoon van het tweede akkoord.
2. Onvoorbereid
Bij een onvoorbereide voorhouding komt de voorhoudingstoon niet direct uit het vorige akkoord, maar zet 'vrij' in om op te lossen naar een akkoordtoon.
3. Anticiperend
Een of meer tonen van een nieuw akkoord zetten reeds in als het huidige nog klinkt, vervolgens lost de rest van het huidige akkoord op in het nieuwe akkoord.

### Toonsherhalingen
Een toon wordt herhaald ter versiering. Op een klavecimbel met relatief korte klanklengte werd dit soms gebruikt om de klank van de toon te verlengen. Op een clavichord werd via toonsherhaling een bebung bewerkstelligd. In veel muziek treedt toonsherhaling op, maar in de leer van het vroege strenge contrapunt was dit verboden.
- NB: Een triller kan gezien worden als een combinatie van wisselnoot en toonsherhaling.

### Raketfiguren
Bij een raketfiguur wordt een (meest stijgende) toonladderfiguur of drieklankbreking gebruikt om de hoofdtoon te bereiken. Raketfiguren kunnen zowel op zware als lichte maatdelen optreden. Raketfiguren beslaan twee of meer tonen. Een mini-raketfiguurtje is de schleifer.

### Glissando's
Glissando's (=glijdende figuren) kunnen zowel starten als eindigen op de hoofdnoot. Soms wordt start of einde van een glissando nauwkeurig aangegeven met een hoofdnoot, echter ook vrije glissando's komen voor. Een bijzondere glissandoversiering is het portamento, het 'glijden' naar of van een hoofdnoot.